# Fernando Juárez
Fernando Ezequiel Juárez (Santiago del Estero, 23 agosto 1998) è un calciatore argentino, centrocampista del Central Córdoba (SdE) in prestito dal Platense.

## Caratteristiche tecniche
È un centrocampista centrale.

## Carriera
Cresciuto nel settore giovanile del Talleres (C), ha esordito in prima squadra il 13 febbraio 2016 disputando l'incontro di Primera B Nacional vinto 2-1 contro il Villa Dálmine.

## Statistiche

### Presenze e reti nei club
Statistiche aggiornate al 18 luglio 2025.
| Stagione            | Squadra               | Campionato          | Campionato | Campionato | Coppe nazionali | Coppe nazionali | Coppe nazionali | Coppe continentali | Coppe continentali | Coppe continentali | Altre coppe | Altre coppe | Altre coppe | Totale | Totale | Totale |
| Stagione            | Squadra               | Comp                | Pres       | Reti       | Comp            | Pres            | Reti            | Comp               | Pres               | Reti               | Comp        | Pres        | Reti        | Pres   | Reti   |        |
| ------------------- | --------------------- | ------------------- | ---------- | ---------- | --------------- | --------------- | --------------- | ------------------ | ------------------ | ------------------ | ----------- | ----------- | ----------- | ------ | ------ | ------ |
| 2016                | Talleres (C)          | PBN                 | 5          | 0          | CA              | 1               | 0               | -                  | -                  | -                  | -           | -           | -           | 6      | 0      |        |
| 2016-2017           | Talleres (C)          | PD                  | 0          | 0          | CA              | 0               | 0               | -                  | -                  | -                  | -           | -           | -           | 0      | 0      |        |
| 2017-2018           | Talleres (C)          | PD                  | 0          | 0          | CA              | 0               | 0               | -                  | -                  | -                  | -           | -           | -           | 0      | 0      |        |
| 2018-2019           | Talleres (C)          | PD                  | 6          | 0          | CA+CdS          | 1+0             | 0               | CL                 | 0                  | 0                  | -           | -           | -           | 7      | 0      |        |
| 2019-2020           | Agropecuario          | PBN                 | 14         | 0          | -               | -               | -               | -                  | -                  | -                  | -           | -           | -           | 14     | 0      |        |
| 2020                | Agropecuario          | PBN                 | 6          | 0          | -               | -               | -               | -                  | -                  | -                  | -           | -           | -           | 6      | 0      |        |
| 2021                | Agropecuario          | PBN                 | 27         | 0          | -               | -               | -               | -                  | -                  | -                  | -           | -           | -           | 27     | 0      |        |
| Totale Agropecuario | Totale Agropecuario   | Totale Agropecuario | 47         | 0          |                 | 0               | 0               |                    | -                  | -                  |             | -           | -           | 47     | 0      |        |
| 2022                | Talleres (C)          | PD                  | 3          | 0          | CA+CdL          | 2+10            | 0               | CL                 | 4                  | 0                  | -           | -           | -           | 19     | 0      |        |
| Totale Talleres (C) | Totale Talleres (C)   | Totale Talleres (C) | 14         | 0          |                 | 14              | 0               |                    | 4                  | 0                  |             | -           | -           | 32     | 0      |        |
| 2022-gen. 2023      | Floriana              | PL                  | 7          | 0          | CM              | 0               | 0               | UECL               | 0                  | 0                  | SM          | 1           | 0           | 8      | 0      |        |
| 2023                | Audax Italiano        | PD                  | 20         | 0          | CC              | 3               | 0               | CS                 | 9                  | 0                  | -           | -           | -           | 32     | 0      |        |
| 2024                | Platense              | PD                  | 26         | 0          | CA+CdL          | 1+8             | 0               | -                  | -                  | -                  | -           | -           | -           | 35     | 0      |        |
| 2025                | Platense              | PD                  | 17         | 0          | CA              | 1               | 0               | -                  | -                  | -                  | -           | -           | -           | 18     | 0      |        |
| Totale Platense     | Totale Platense       | Totale Platense     | 43         | 0          |                 | 10              | 0               |                    | -                  | -                  |             | -           | -           | 53     | 0      |        |
| 2025                | Central Córdoba (SdE) | PD                  | 2          | 0          | CA              | 0               | 0               | CL+CS              | 0                  | 0                  | SA          | -           | -           | 2      | 0      |        |
| Totale carriera     | Totale carriera       | Totale carriera     | 133        | 0          |                 | 27              | 0               |                    | 13                 | 0                  |             | 1           | 0           | 174    | 0      |        |

## Palmarès

### Club

#### Competizioni nazionali
- Primera B Nacional: 1

Talleres (C): 2016
- Campionato argentino: 1

Platense: 2025 (Apertura)